# 名倉城
名倉城（なぐらじょう）は、陸奥国信夫郡名倉（現在の福島県福島市佐倉下）にあった城。
歴史的経緯は不明であるが、伝承によれば佐藤基治の一族である信夫治重（小治郎）が築城・拠点としたが、源頼朝の奥州合戦の際に行われた石那坂の戦いで治重は戦死したと伝えられている。
東西160メートル、南北200メートルと推定される平城で周囲を堀で囲まれていたが、城跡のほとんどが桑畑などの畑地や宅地となり、堀があったと思われる場所も水田として利用されているという。